# William Colgate
William Colgate (Hollingbourn, Kent, Reino Unido; 25 de enero de 1783 - Nueva York, Nueva York, Estados Unidos; 25 de marzo de 1857) fue un empresario e industrial del jabón inglés, nacionalizado estadounidense que fundó en  1806 lo que se convirtió en la empresa Colgate-Palmolive.

## Biografía

### Primeros años
William Colgate nació en Hollingbourne, Kent, Reino Unido, el 25 de enero de 1783. Era hijo de Robert Colgate y su esposa Sarah (de soltera Bowles). Cuando tenía seis años, su familia se mudó a una granja cerca de Shoreham.
Robert Colgate (1758-1826) fue un granjero inglés del siglo XVIII, político y simpatizante de la Guerra de Independencia de los Estados Unidos y la Revolución Francesa, cuyos ideales republicanos lo impulsaron a dejar su granja en marzo de 1798 y emigrar a Baltimore, Maryland, Estados Unidos tras lo cual la familia se instaló en una granja en el condado de Harford. 
Colgate formó una sociedad con Ralph Maher para fabricar jabón y velas, William decidió ayudarlos, pero la sociedad se disolvió después de dos años. Posteriormente, la familia se instaló en el condado de Delaware, Nueva York .

### Carrera
William Colgate fue a la ciudad de Nueva York en 1804. Allí obtuvo empleo como aprendiz de un hervidor de jabón. Observó de cerca los métodos practicados por su empleador, notó lo que le parecía una mala gestión y aprendió lecciones útiles para su propia guía. Al final de su aprendizaje, gracias a la correspondencia con los comerciantes de otras ciudades, se le permitió establecerse en el negocio con cierta seguridad de éxito. En 1806 William estableció un negocio de almidón, jabón y velas en Manhattan, en Dutch Street.  En 1820, fundó una fábrica de almidón al otro lado del Hudson en Jersey City. William siguió su objetivo de prosperidad a lo largo de la vida y se convirtió en uno de los hombres más prósperos de la ciudad de Nueva York. Esta circunstancia, junto con su gran sabiduría en el consejo y su disposición a ayudar en todas las empresas útiles y practicables, le dio una amplia influencia en la comunidad, y especialmente en la denominación de la cual fue desde temprano un miembro activo y honrado.

### Vida personal
El reverendo William Parkinson, pastor de la Primera Iglesia Adventista en la ciudad de Nueva York , lo bautizó en febrero de 1808 y Colgate se convirtió en diácono. En 1811 transfirió su membresía en la Iglesia Adventista Oliver Street . En 1838 se convirtió en miembro de la Iglesia Adventista (Manhattan) , a cuya construcción él mismo había contribuido en gran medida.
Colgate fue diezmador a lo largo de su larga y exitosa carrera empresarial. Dio no sólo una décima parte de las ganancias de los productos de jabón de Colgate; pero dio dos décimas, luego tres décimas y finalmente cinco décimas partes de todos sus ingresos a la iglesia. Durante los últimos días de su vida, reveló el origen de su devoción a la idea del diezmo. Cuando tenía dieciséis años se fue de casa para buscar empleo en la ciudad de Nueva York. Anteriormente había trabajado en un taller de fabricación de jabón. Cuando le dijo al capitán del barco del canal en el que viajaba que planeaba hacer jabón en la ciudad de Nueva York, el hombre le dio este consejo: 'Alguien pronto será el principal fabricante de jabón en Nueva York. Puedes ser esa persona. Pero nunca debes perder de vista el hecho de que el jabón que haces te lo ha dado Dios. Hónrelo compartiendo lo que gana. Empiece por diezmar todo lo que reciba. William Colgate sintió el impulso de diezmar porque le pareció que Dios era el dador de todo lo que poseía, no solo de oportunidades, sino incluso de los elementos que se usaban en la fabricación de sus productos.

### Familia
Colgate se casó con Mary Gilbert y tuvo tres hijos, Robert, James y Samuel . Su hijo Robert compró Stonehurst en Riverdale-on-Hudson en El Bronx alrededor de 1859 poco después de su construcción; fue incluido en el Registro Nacional de Lugares Históricos en 1983.

### Filantropía
Colgate suscribía dinero anualmente para ayudar a sufragar los gastos de la Institución Literaria y Teológica de Hamilton (más tarde Universidad y Seminario Teológico de Madison); y fue uno de los más enérgicos oponentes a su traslado a la ciudad de Rochester. Sus hijos James y Samuel fueron benefactores de la Universidad de Madison y del Seminario Teológico. Después de siete décadas de participación de los Colgate , la escuela pasó a llamarse Universidad Colgate en 1890.
Colgate era un contribuyente habitual a los fondos de la Unión Bautista Misionera y asumió todo el apoyo de un misionero extranjero .